# Canton de Saint-André-de-Cubzac
Le canton de Saint-André-de-Cubzac est une ancienne division administrative française située dans le département de la Gironde et la région Aquitaine.
Depuis le redécoupage cantonal de 2014, Saint-André-de-Cubzac est le bureau centralisateur du nouveau canton du Nord-Gironde.

## Géographie
Ce canton était organisé autour de Saint-André-de-Cubzac dans l'arrondissement de Blaye. Son altitude variait de 1 m (Cubzac-les-Ponts) à 73 m (Saint-André-de-Cubzac) pour une altitude moyenne de 36 m. 

## Composition
Le canton de Saint-André-de-Cubzac regroupait dix communes et comptait 21 556 habitants (population municipale) au 1er janvier 2010.
| Nom                   | Code Insee | Intercommunalité       | Superficie (km2) | Population (dernière pop. légale) | Densité (hab./km2) |
| --------------------- | ---------- | ---------------------- | ---------------- | --------------------------------- | ------------------ |
| Aubie-et-Espessas     | 33018      | CC du Cubzaguais       | 7,55             | 1 246 (2013)                      | 165                |
| Cubzac-les-Ponts      | 33143      | CC du Grand Cubzaguais | 8,92             | 2 346 (2014)                      | 263                |
| Gauriaguet            | 33183      | CC du Grand Cubzaguais | 5,37             | 1 198 (2014)                      | 223                |
| Peujard               | 33321      | CC du Grand Cubzaguais | 10,98            | 2 129 (2014)                      | 194                |
| Saint-André-de-Cubzac | 33366      | CC du Grand Cubzaguais | 23,15            | 10 422 (2014)                     | 450                |
| Saint-Antoine         | 33371      | CC du Cubzaguais       | 0,18             | 383 (2013)                        | 2 128              |
| Saint-Gervais         | 33415      | CC du Grand Cubzaguais | 5,58             | 1 738 (2014)                      | 311                |
| Saint-Laurent-d'Arce  | 33425      | CC du Grand Cubzaguais | 8,07             | 1 416 (2014)                      | 175                |
| Salignac              | 33495      | CC du Cubzaguais       | 13,04            | 1 666 (2013)                      | 128                |
| Virsac                | 33553      | CC du Grand Cubzaguais | 3,60             | 1 056 (2014)                      | 293                |

## Démographie
| 1962  | 1968  | 1975   | 1982   | 1990   | 1999   | 2006   | 2011   | 2012   |
| ----- | ----- | ------ | ------ | ------ | ------ | ------ | ------ | ------ |
| 9 289 | 9 963 | 10 900 | 12 987 | 15 673 | 16 909 | 19 242 | 22 083 | 22 719 |

## Histoire
Avant le 1er mai 2006, le canton faisait partie de l'arrondissement de Bordeaux. Depuis, il est rattaché à l'arrondissement de Blaye.

## Administration

### Conseillers généraux de 1833 à 2015
| Période | Période          | Identité                                  | Étiquette           | Qualité |
| ------- | ---------------- | ----------------------------------------- | ------------------- | --- |
| 1833    | 1835 (démission) | Comte Amédée de Lafaurie de Monbadon fils |                     | Chef d'escadron Propriétaire à Cubzac                                                                                      |
| 1835    | 1865             | Laurent Courau                            |                     | Ancien constructeur de navires Propriétaire à Bordeaux, maire de Périssac                                                  |
| 1865    | 1871             | Henri Hubert-Delisle                      | Droite bonapartiste | Propriétaire agricole Ancien député (1848-1851) Maire de Saint-André-de-Cubzac Sénateur (1857-1870)                        |
| 1871    | 1874             | Théodore Lansade                          | Républicain         | Avocat à la Cour d'appel de Bordeaux élu à la suite de la République                                                       |
| 1874    | 1881 (décès)     | Henri Hubert-Delisle                      | Droite bonapartiste | Sénateur (1876-1879) |
| 1882    | 1886             | Jean-Michel Castanet                      | Républicain         | Notaire, maire de Saint-André-de-Cubzac, conseiller d'arrondissement                                                       |
| 1886    | 1892             | Pierre Paul Levraud (1845-1911)           | Droite bonapartiste | Propriétaire viticulteur Président de la société coopérative "La Fraternelle de Cubzac" ancien conseiller d'arrondissement |
| 1892    | 1919             | Jean Quancard                             | Républicain         | maire de Cubzac-les-Ponts                                                                                                  |
| 1919    | 1931             | Félix Bardeau                             | RG                  | maire de Gauriaguet |
| 1931    | 1940             | Jean-Adrien Pioceau                       | RG                  | maire de Saint-André-de-Cubzac                                                                                             |
| 1943    | 1945             | Fernand Mandon                            | ?                   | Conseiller d'arrondissement, maire de Saint-Gervais Nommé conseiller départemental en 1943                                 |
| 1945    | 1971 (décès)     | Henri Étié                                | Rad.                | Propriétaire viticulteur exploitant, maire de Virsac                                                                       |
| 1971    | 1976             | Robert Simon                              | UDR puis RPR        | Adjoint au maire de Saint-Gervais député suppléant de Gérard Deliaune                                                      |
| 1976    | 2015             | Jacques Maugein                           | PS                  | Professeur, maire de Saint-André-de-Cubzac jusqu'en 2008 Ancien député (1967-1968)                                         |

### Conseillers d'arrondissement (de 1833 à 1940)
Le canton de Saint-André-de-Cubzac appartenait à l'arrondissement de Bordeaux.
| Période                                  | Période | Identité                         | Étiquette                      | Qualité |
| ---------------------------------------- | ------- | -------------------------------- | ------------------------------ | --- |
| 1833                                     | 1839    | M. Ladurantie                    |                                | Propriétaire à Saint-Laurent-d'Arce                                                                         |
|                                          |         |                                  |                                | |
| 1848                                     |         | Pierre Jacques Tinturier         |                                | Maire de Cubzac                                                                                             |
|                                          |         |                                  |                                | |
| 1877                                     | 1882    | Jean-Michel Castanet (1830-1906) | Bonapartiste                   | Notaire, maire de Saint-André-de-Cubzac                                                                     |
| 1883                                     | 1886    | Paul Levraud                     | Bonapartiste                   | Propriétaire viticulteur à Cubzac                                                                           |
| 2 juillet 1882                           | 1895    | M. du Mas de Paysac              | Royaliste                      | |
| 1895                                     | 1919    | Louis-Félix Bardeau              | Républicain puis RG            | Médecin vétérinaire et viticulteur, Gauriaguet                                                              |
| 1919                                     | 1925    | Jean Rousselet                   | RG                             | Propriétaire à Cubzac, Président du Conseil d'arrondissement                                                |
| 1925                                     | 1931    | Jean-Adrien Pioceau              | RG                             | Maire de Saint-André-de-Cubzac                                                                              |
| 1931                                     | 1937    | M. Métayer                       | Alliance démocratique radicale | Maire de Gauriac                                                                                            |
| 1937                                     | 1940    | Fernand Mandon                   | Républicain                    | Maire de Saint-Gervais                                                                                      |
| 1940                                     |         |                                  |                                | Les conseils d'arrondissement ont été suspendus par la loi du 12 octobre 1940 et n'ont jamais été réactivés |
| Les données manquantes sont à compléter. |         |                                  |                                | |